# 295-я истребительная авиационная дивизия
295-я истреби́тельная авиацио́нная Новомосковская Краснознамённая ордена Кутузова диви́зия (295-я иад) — соединение Военно-Воздушных сил (ВВС) Вооружённых Сил РККА, принимавшее участие в боевых действиях Великой Отечественной войны.

## Наименования дивизии
- 295-я истребительная авиационная дивизия
- 295-я истребительная авиационная Новомосковская дивизия
- 295-я истребительная авиационная Новомосковская Краснознамённая дивизия
- 295-я истребительная авиационная Новомосковская Краснознамённая ордена Кутузова II степени дивизия
- Войсковая часть Полевая почта 45146

## Создание дивизии
295-я истребительная авиационная дивизия начала своё формирование на Закавказском фронте на основе Военно-воздушных сил 46-й армии и 29 августа 1942 года на основании Приказа НКО СССР.

## Расформирование дивизии
- 295-я Новомосковская Краснознамённая ордена Кутузова II степени истребительная авиационная дивизия была расформирована в феврале 1946 года в составе 17-й воздушной армии Южной группы войск.

## В действующей армии
В составе действующей армии:
- с 9 августа 1942 года по 1 мая 1943 года,
- с 24 мая 1943 года по 9 мая 1945 года.

## Командир дивизии
| Звание                  | Имя                                | Период                  | Примечание                                                   |
| ----------------------- | ---------------------------------- | ----------------------- | ------------------------------------------------------------ |
| Полковник               | Баланов Никифор Федотович          | 29.08.1942 — 30.06.1943 | назначен командиром 317-й истребительной авиационной дивизии |
| Полковник               | Сильвестров Анатолий Александрович | 16.07.1943 — 29.06.1944 |                                                              |
| Подполковник, Полковник | Шатилин Фёдор Семёнович            | 30.06.1944 — 01.10.1945 | с мая 1944 г. - заместитель командира дивизии                |

## В составе объединений
| Дата          | Фронт (округ)                                     | Армия                    | Корпус                            | Примечания     |
| ------------- | ------------------------------------------------- | ------------------------ | --------------------------------- | -------------- |
| 29.08.1942 г. | Закавказский фронт                                | ВВС Закавказского фронта | -                                 | -              |
| 18.09.1942 г. | Закавказский фронт Черноморская группа войск      | 5-я воздушная армия      | -                                 | -              |
| 05.02.1943 г. | Северо-Кавказский фронт Черноморская группа войск | 5-я воздушная армия      | -                                 | -              |
| 15.03.1943 г. | Юго-Западный фронт                                | 17-я воздушная армия     |                                   | -              |
| 23.03.1943 г. | Юго-Западный фронт                                | 17-я воздушная армия     | 9-й смешанный авиационный корпус  | -              |
| 01.05.1943 г. | Резерв Ставки Верховного Главнокомандования       | -                        | 9-й смешанный авиационный корпус  | -              |
| 24.05.1943 г. | Юго-Западный фронт                                | 17-я воздушная армия     | 9-й смешанный авиационный корпус  | -              |
| 20.10.1943 г. | 3-й Украинский фронт                              | 17-я воздушная армия     | 9-й смешанный авиационный корпус  | -              |
| 28.09.1944 г. | 3-й Украинский фронт                              | 17-я воздушная армия     | 10-й штурмовой авиационный корпус | -              |
| 01.10.1944 г. | 3-й Украинский фронт                              | 17-я воздушная армия     | -                                 | -              |
| 09.05.1945 г. | 3-й Украинский фронт                              | 17-я воздушная армия     | -                                 | -              |
| 10.06.1945 г. | Южная группа войск                                | 17-я воздушная армия     | -                                 | -              |
| 31.12.1945 г. | Южная группа войск                                | 17-я воздушная армия     | -                                 | расформирована |

## Части и отдельные подразделения дивизии
За весь период своего существования боевой состав дивизии претерпевал изменения, в различное время в её состав входили полки:
| Период                        | Части                                 | Примечание                                                              |
| ----------------------------- | ------------------------------------- | ----------------------------------------------------------------------- |
| 28.08.1942 г. — 17.12.1942 г. | 975-й истребительный авиационный полк | Передан в состав 236-й иад.                                             |
| 10.11.1942 г. — 15.11.1945 г. | 164-й истребительный авиационный полк | Передан в состав 336-й иад.                                             |
| 24.12.1942 г. — 01.02.1946 г. | 116-й истребительный авиационный полк | Передан в состав 330-й иад.                                             |
| 15.07.1943 г. — 05.12.1945 г. | 31-й истребительный авиационный полк  | Передан в состав 14-й гв. иад.                                          |
| 09.08.1943 г. — 11.11.1943 г. | 161-й истребительный авиационный полк | Оперативно подчинён штабу 11-й гв. иад с 26.08.1943 г. по 18.09.1943 г. |
| 01.10.1942 г. — 01.04.1943 г. | 502-й штурмовой авиационный полк      |                                                                         |

### Боевой состав на 9 мая 1945 года
- 31-й истребительный авиационный полк[4]
- 116-й истребительный авиационный полк[4]
- 164-й истребительный авиационный полк[4]

## Участие в операциях и битвах
- Битва за Кавказ[3]:
  - Новороссийская оборонительная операция — с 3 сентября 1942 года по 26 сентября 1942 года
  - Туапсинская операция[3][5] — с 25 сентября 1942 года по 20 декабря 1942 года.
  - Новороссийско-Майкопская наступательная операция[3] — с 11 января 1943 года по 4 февраля 1943 года
  - Краснодарская наступательная операция[3] — с 9 февраля 1943 года по март 1943 года
  - Новороссийская операция «Море»[3] — с 11 января 1943 года по март 1943 года
- Курская битва — с 5 июля 1943 года по 12 июля 1943 года.
- Изюм-Барвенковская наступательная операция[6] — с 17 июля 1943 года по 27 июля 1943 года.
- Белгородско-Харьковская операция — с 3 августа 1943 года по 23 августа 1943 года.
- Донбасская операция[3] — с 13 августа 1943 года по 22 сентября 1943 года.
- Нижнеднепровская стратегическая наступательная операция
  - Запорожская операция[3] — с 10 октября 1943 года по 14 октября 1943 года.
  - Днепропетровская операция[3] — с 23 октября 1943 года по 5 ноября 1943 года.
- Днепровско-Карпатская операция
  - Никопольско-Криворожская наступательная операция[3] — с 30 января 1944 года по 29 февраля 1944 года.
  - Березнеговато-Снигиревская операция — с 6 марта 1944 года по 18 марта 1944 года.
  - Одесская наступательная операция[3] — с 23 марта 1944 года по 14 апреля 1944 года.
- Ясско-Кишинёвская операция[3] — с 20 августа 1944 года по 29 августа 1944 года.
- Белградская операция[3] — с 28 сентября 1944 года по 20 октября 1944 года.
- Будапештская операция[3] — с 29 октября 1944 года по 13 февраля 1945 года
- Апатин-Капошварская наступательная операция — с 7 ноября 1944 года по 10 декабря 1944 года
- Ондавская наступательная операция — с 20 ноября 1944 года по 15 декабря 1944 года
- Балатонская оборонительная операция[3] — с 6 марта 1945 года по 15 марта 1945 года
- Венская операция[3] — с 16 марта 1945 года по 15 апреля 1945 года:
  - Веспремская наступательная операция — с 16 марта 1945 года по 25 марта 1945 года
  - Шопрон-Баденская наступательная операция — с 26 марта 1945 года по 6 апреля 1945 года
  - Надьканиже-Кёрмендская наступательная операция — с 16 марта 1945 года по 15 апреля 1945 года
  - Штурм Вены — с 26 марта 1945 года по 4 апреля 1945 года
- Грацско-Амштеттенская наступательная операция — с 25 апреля 1945 года по 5 мая 1945 года

## Почётные наименования
- 295-й истребительной авиационной дивизии за освобождение от немецких захватчиков городов Новомосковск, Синельниково, Лозовая и Павлоград, показанные образцы боевой выучки и умение маневрировать 23 сентября 1943 года присвоено почётное наименование «Новомосковская»[7]
- 31-му истребительному авиационному полку 7 сентября 1944 года за отличие в боях при прорыве обороны противника южнее Бендеры и за овладение городом Кишинёв присвоено почётное наименование «Нижнеднестровский»[8]
- 116-му истребительному авиационному полку 9 сентября 1944 года за отличие в боях с немецкими захватчиками за овладение городами Измаил и Галац присвоено почётное наименование «Измаильский»[9].
- 164-му истребительному авиационному полку 9 сентября 1944 года за отличие в боях с немецкими захватчиками за овладение городами Измаил и Галац присвоено почётное наименование «Галацкий»[9]
- 502-му штурмовому авиационному полку за отличие в боях за освобождение Таманского полуострова, окончательную ликвидацию оперативно важного плацдарма немцев на Кубани, обеспечивавший им оборону Крыма и возможность наступательных действий в сторону Кавказа 9 октября 1943 года присвоено почётное наименование «Таманский»[10].

## Награды
- 295-я Новомосковская истребительная авиационная дивизия Указом Президиума Верховного Совета СССР от 14 октября 1943 года награждена орденом «Боевого Красного Знамени».
- 295-я Новомосковская Краснознамённая истребительная авиационная дивизия за освобождение города Одесса Указом Президиума Верховного Совета СССР от 20 апреля 1944 года награждена орденом «Кутузова II степени».
- 31-й Нижнеднестровский истребительный авиационный полк за образцовое выполнение заданий командования в боях с немецкими захватчиками, за освобождение города Белград и проявленные при этом доблесть и мужество Указом Президиума Верховного Совета СССР от 14 ноября 1944 года награждён орденом «Богдана Хмельницкого II степени».
- 31-й Нижнеднестровский ордена Богдана Хмельницкого II степени истребительный авиационный полк за образцовое выполнение боевых заданий командования в боях с немецкими захватчиками при овладении городом Будапешт и проявленные при этом доблесть и мужество Указом Президиума Верховного Совета СССР от 5 апреля 1945 года награждён орденом «Кутузова III степени».
- 31-й Нижнеднестровский орденов Богдана Хмельницкого II степени и Кутузова III степени истребительный авиационный полк за образцовое выполнение боевых заданий командования в боях с немецкими захватчиками при овладении городами Секешфехервар, Мор, Зирез, Веспрем, Эньинг и проявленные при этом доблесть и мужество Указом Президиума Верховного Совета СССР от 26 апреля 1945 года награждён орденом «Боевого Красного Знамени».
- 116-й Измаильский истребительный авиационный полк за образцовое выполнение боевых заданий командования в боях с немецкими захватчиками при овладении городами Сомбартель, Капувар, Кесег и проявленные при этом доблесть и мужество Указом Президиума Верховного Совета СССР от 26 апреля 1945 года награждён орденом «Суворова III степени».
- 116-й Измаильский ордена Суворова III степени истребительный авиационный полк за образцовое выполнение боевых заданий командования в боях с немецкими захватчиками при овладении городами Секешфехервар, Мор, Зирез, Веспрем, Эньинг и проявленные при этом доблесть и мужество Указом Президиума Верховного Совета СССР от 26 апреля 1945 года награждён орденом «Кутузова III степени».
- 164-й Галацкий истребительный авиационный полк за образцовое выполнение заданий командования в боях с немецкими захватчиками, за освобождение города Белград и проявленные при этом доблесть и мужество Указом Президиума Верховного Совета СССР от 14 ноября 1944 года награждён орденом «Боевого Красного Знамени».
- 164-й Галацкий Краснознамённый истребительный авиационный полк за образцовое выполнение боевых заданий командования в боях с немецкими захватчиками при овладении городами Сомбартель, Капувар, Кесег и проявленные при этом доблесть и мужество Указом Президиума Верховного Совета СССР от 26 апреля 1945 года награждён орденом «Суворова III степени».

## Благодарности Верховного Главнокомандующего

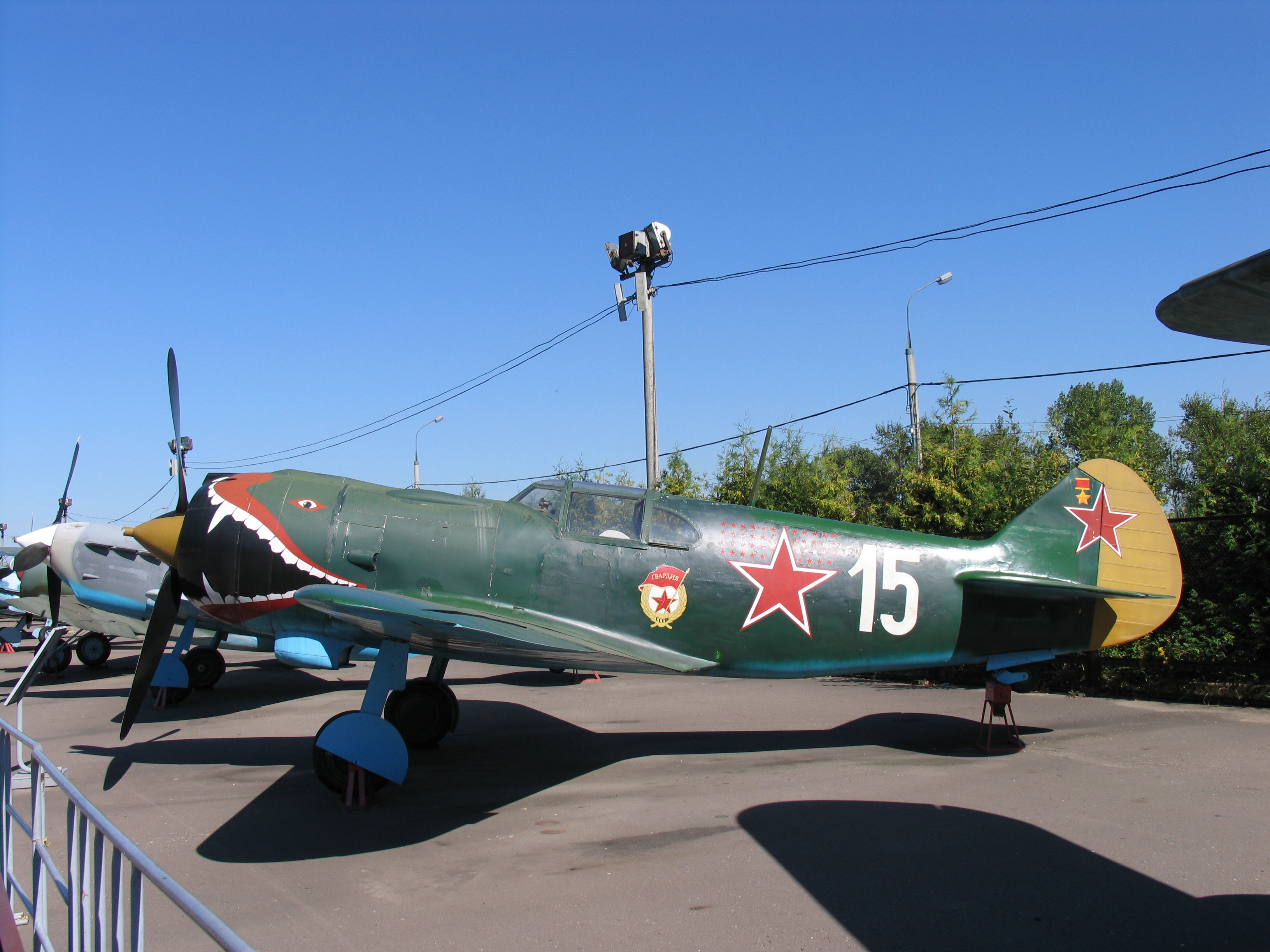
Истребитель Ла-5

Воины дивизии удостоены Благодарностей Верховного Главнокомандующего:
- за освобождение городов Новомосковск, Синельниково, Лозовая и Павлоград[7]
- за прорыв обороны противника южнее Бендер[11]
- за освобождение города Запорожье[12]
- за овладение городом Галац[13]
- за овладение городом Браилов[14]
- за освобождение города Белград[15]
- за овладение городом Будапешт[16]
- за овладение городами Папа и Девечер[17]
- за овладение городами Чорно и Шарвар[18]
- за овладение городами Сомбатель, Капувар и Кесег[19]
- за овладение Винер-Нойштадтом[20]
- за овладение городом Вена[21]

## Отличившиеся воины дивизии
- Скоморохов Николай Михайлович, капитан, командир эскадрильи 31-го истребительного авиационного полка 295-й истребительной авиационной дивизии 17-й воздушной армии Указом Президиума Верховного Совета СССР 18 августа 1945 года удостоен звания дважды Герой Советского Союза. Золотая Звезда № 6913
- Белкин Александр Никитович, старший лейтенант, командир эскадрильи 164-го истребительного авиационного полка 295-й истребительной авиационной дивизии 9-го смешанного авиационного корпуса 17-й воздушной армии 04 февраля 1944 года удостоен звания Герой Советского Союза. Золотая Звезда № 2696.
- Володин Анатолий Иванович, капитан, заместитель командира эскадрильи 164-го истребительного авиационного полка 295-й истребительной авиационной дивизии 17-й воздушной армии Указом Президиума Верховного Совета СССР 23 февраля 1948 года удостоен звания Герой Советского Союза. Золотая Звезда № 8304
- Горбунов Николай Иванович, капитан, командир эскадрильи 31-го истребительного авиационного полка 295-й истребительной авиационной дивизии 9-го смешанного авиационного корпуса 17-й воздушной армии Указом Президиума Верховного Совета СССР 2 августа 1944 года удостоен звания Герой Советского Союза. Золотая Звезда не вручена в связи с гибелью
- Долгарёв Павел Михайлович, лейтенант, командир звена 116-го истребительного авиационного полка 295-й истребительной авиационной дивизии 17-й воздушной армии Указом Президиума Верховного Совета СССР 29 июня 1945 года удостоен звания Герой Советского Союза. Золотая Звезда № 7624
- Кирилюк Виктор Васильевич, лейтенант, командир звена 31-го истребительного авиационного полка 295-й истребительной авиационной дивизии 17-й воздушной армии Указом Президиума Верховного Совета СССР 23 февраля 1945 года удостоен звания Герой Советского Союза. Золотая Звезда № 4893
- Кочергин Григорий Климентьевич, лейтенант, командир звена 502-го штурмового авиационного полка 295-й истребительной авиационной дивизии 5-й воздушной армии Указом Президиума Верховного Совета СССР 17 апреля 1943 года удостоен звания Герой Советского Союза. Золотая Звезда № 1004
- Краснов Николай Фёдорович, майор, командир эскадрильи 116-го истребительного авиационного полка 295-й истребительной авиационной дивизии 9-го смешанного авиационного корпуса 17-й воздушной армии Указом Президиума Верховного Совета СССР 4 февраля 1944 года удостоен звания Герой Советского Союза. Золотая Звезда № 3353
- Марков Василий Васильевич, старший лейтенант, помощник по Воздушно-Стрелковой Службе командира 116-го истребительного авиационного полка 295-й истребительной авиационной дивизии 9-го смешанного авиационного корпуса 17-й воздушной армии Указом Президиума Верховного Совета СССР 4 февраля 1944 года удостоен звания Герой Советского Союза. Золотая Звезда № 3219
- Онискевич Григорий Демьянович, старший лейтенант, заместитель командира эскадрильи 164-го истребительного авиационного полка 295-й истребительной авиационной дивизии 9-го смешанного авиационного корпуса 17-й воздушной армии Указом Президиума Верховного Совета СССР 1 июля 1944 года удостоен звания Герой Советского Союза. Золотая Звезда № 3486
- Карпухин Михаил Терентьевич, капитан, заместитель командира эскадрильи 175-го штурмового авиационного полка 305-й штурмовой авиационной дивизии 9-го смешанного авиационного корпуса 17-й воздушной армии 18 августа 1945 года удостоен звания Герой Советского Союза. Золотая Звезда № 6915.
- Кравцов Дмитрий Степанович, майор, командир эскадрильи 31-го истребительного авиационного полка 295-й истребительной авиационной дивизии 17-й воздушной армии Указом Президиума Верховного Совета СССР 18 августа 1945 года удостоен звания Герой Советского Союза. Золотая Звезда № 6912
- Пантелькин Анатолий Александрович, капитан, командир эскадрильи 116-го истребительного авиационного полка 295-й истребительной авиационной дивизии 17-й воздушной армии Указом Президиума Верховного Совета СССР 18 августа 1945 года удостоен звания Герой Советского Союза. Посмертно
- Скоморохов Николай Михайлович, капитан, командир эскадрильи 31-го истребительного авиационного полка 295-й истребительной авиационной дивизии 9-го смешанного авиационного корпуса 17-й воздушной армии Указом Президиума Верховного Совета СССР 23 февраля 1945 года удостоен звания Герой Советского Союза. Золотая Звезда № 4895
- Смирнов Олег Николаевич, старший лейтенант, заместитель командира эскадрильи 31-го истребительного авиационного полка 295-й истребительной авиационной дивизии 17-й воздушной армии Указом Президиума Верховного Совета СССР 18 августа 1945 года удостоен звания Герой Советского Союза. Золотая Звезда № 8049
- Улитин Иван Семёнович, лейтенант, заместитель командира эскадрильи 116-го истребительного авиационного полка 295-й истребительной авиационной дивизии 9-го смешанного авиационного корпуса 17-й воздушной армии Указом Президиума Верховного Совета СССР 4 февраля 1944 года удостоен звания Герой Советского Союза. Золотая Звезда № 3221
- Шевырин Валентин Михайлович, старший лейтенант, командир звена 164-го истребительного авиационного полка 295-й истребительной авиационной дивизии 17-й воздушной армии Указом Президиума Верховного Совета СССР 29 июня 1945 года удостоен звания Герой Советского Союза. Золотая Звезда № 7545
- Цыкин Михаил Дмитриевич, лейтенант, командир звена 31-го истребительного авиационного полка 295-й истребительной авиационной дивизии 17-й воздушной армии Указом Президиума Верховного Совета СССР 18 августа 1945 года удостоен звания Герой Советского Союза. Золотая Звезда № 6885
- Якубовский Пётр Григорьевич, капитан, заместитель командира эскадрильи 31-го истребительного авиационного полка 295-й истребительной авиационной дивизии 9-го смешанного авиационного корпуса 17-й воздушной армии Указом Президиума Верховного Совета СССР 26 октября 1944 года удостоен звания Герой Советского Союза. Золотая Звезда № 2694

## Базирование
| Период            | Аэродромы          |
| ----------------- | ------------------ |
| 04.1945 — 07.1945 | Венгрия            |
| 07.1945 — 12.1945 | Тимишоара, Румыния |